# Paralephana pyxinodes
Paralephana pyxinodes är en fjärilsart som beskrevs av Pierre E.L. Viette 1958. Paralephana pyxinodes ingår i släktet Paralephana och familjen nattflyn. Inga underarter finns listade i Catalogue of Life.